# Gordon McQueen
Gordon McQueen (Kilbirnie, 1952. június 26. – 2023. június 15.) skót válogatott labdarúgó, edző.

## Pályafutása

### Klubcsapatban
Karrierjét a St. Mirren csapatában kezdte, majd innen vásárolta meg az angol Leeds United 1972-ben Jack Charlton pótlására. A következő évben vissza is vonult. Az 1973–74-es szezonban bajnokok lettek. 1978-ban szerződtette a Manchester United csapata. 1985-ig volt a vörösök játékosa, majd még ebben az évben rövid ideig a kínai Seiko SZA játékosa volt, majd visszavonult.

### A válogatottban
1974. június 1-jén mutatkozott be a skót válogatottban Belgium ellen. Részt vett az 1974-es és az 1978-as világbajnokságon, de egyik tornán sem lépett végül pályára.

## Sikerei, díjai
- Leeds United
  - Angol bajnok (1): 1973–74
- Manchester United
  - Angol kupa (1): 1982–83
  - Angol szuperkupa (1): 1983